# سن-سزر، کبک
سن-سزر (به فرانسوی: Saint-Césaire) شهرکی در منطقه شهری روویل ناحیه مونترژی در استان کبک کانادا است. در سرشماری سال ۲۰۱۱ این شهرک ۵٬۰۳۹ نفر جمعیت داشته‌است و مساحت آن ۸۴٫۱۴ کیلومتر مربع است.